# Joseph C. Boyle
Joseph C. Boyle, nato Joseph Clayton Boyle  (Filadelfia, 30 settembre 1888 – Culver City, 24 novembre 1972), è stato un regista statunitense.
Lavorò anche come assistente regista, production manager e attore.

## Biografia
Nel 1927 diresse insieme a Lothar Mendes Convoy, il suo primo film. La storia, tratta da The Song of the Dragon è, a grandi linee, quella di una giovane donna che mette in gioco la sua reputazione per aiutare il governo a mettere le mani su una rete spionistica. il romanzo di John Taintor Foote sarà in seguito ripreso da Hollywood per Notorious - L'amante perduta, il film di Alfred Hitchcock con Ingrid Bergman nei panni della protagonista. Nel secondo film di Boyle, Broadway Nights, appare l'esordiente Barbara Stanwyck, che arrivava dal teatro di rivista e dalle Ziegfeld Follies e che si sarebbe in seguito rivelata una delle più grandi attrici del cinema USA. Lo stesso film segnò l'esordio anche per Ann Sothern, pure lei destinata a diventare uno dei volti più noti di Hollywood. Un'altra nota attrice che iniziò la sua carriera esordendo con Boyle, fu Ona Munson nel suo film seguente, The Head of the Family che aveva come interpreti principali William Russell e Virginia Lee Corbin.

## Filmografia

### Regista
- Convoy, co-regia di Lothar Mendes (1927)
- Broadway Nights (1927)
- Midnight Life, co-regia di Scott R. Dunlap (1928)
- The Head of the Family (1928)
- The Whip Woman (1928)
- Mad Hour (1928)
- Through the Breakers (1928)
- The Man Higher Up (1928)
- Times Square (1929)
- Air Hoppers (1936)

### Assistente regista
- La spia (Secret Service), regia di Hugh Ford (1919)

### Produzione
- Bluebeard's Seven Wives, regia di Alfred Santell (1925)